# Бертелсман
Bertelsmann SE & Co. KGaA, общоизвестна като Bertelsmann, е група медийни компании със седалище в Гютерсло, Северен Рейн-Вестфалия, Германия и с международен обхват на дейността си.
Основана е през 1835 г. под ръководството на Райнхард Мон. Между 1947 и 1981 г. Bertelsmann се превръща от издателство с местно значение в 6-а по големина медийна група в света. Днес тя е една от най-големите медийни конгломерати, а действа също в сектора на услугите и образователни технологии|образованието.
Собственост е на основаната от Райнхард Мон организация с нестопанска цел Фондация Bertelsmann (77,4%) и на членове на неговото семейство (22,6%).
Основните подразделения на групата Bertelsmann са:
- RTL Group – най-голямата радио и телевизионна компания в Европа, включваща подразделения за производство на филми и телевизионни предавания;
- Gruner + Jahr – най-големия издател на списания в Европа, издаващ списания като „Stern“ и GEO;
- Random House – най-голямото комерсиално издателство за книги в света;
- Arvato – доставчик на медийни услуги, главно за обслужване на клиенти
- Bertelsmann Printing Group – група компании за печатарски дейности.

В края на 80-те години на XX век Bertelsmann създава музикалното издателство BMG, но през 2008 г. се оттегля от този сектор, продавайки подразделението си на „Сони“, с която дълго време си сътрудничат в тази област.